# نانشیانگ
نانشیانگ (به لاتین: Nanxiong) یک county-level city در جمهوری خلق چین است که در شاوگوان واقع شده‌است.